# Wesley Johnson (giocatore di football americano)
Wesley Vadnais Johnson (Nashville, 9 gennaio 1991) è un ex giocatore di football americano statunitense che ha militato nel ruolo di offensive tackle nella National Football League (NFL). Fu scelto nel corso del quinto giro (173º assoluto) del Draft NFL 2014 dai Pittsburgh Steelers. Al college giocò a football a Vanderbilt.

## Carriera

### Pittsburgh Steelers
Johnson fu scelto nel corso del quinto giro del Draft 2014 dai Pittsburgh Steelers.

### New York Jets
Dopo essere stato svincolato, il 13 ottobre 2014 Johnson firmò coi New York Jets.